# Прудянка
Прудянка — селище (з 1939 року) в Україні, у Дергачівській міській громаді Харківського району Харківської області .
До 2020 селищній раді були підпорядковані населені пункти Цупівка, Чайківка і Шаповалівка.

## Географічне розташування
Селище міського типу Прудянка знаходиться на лівому березі річки Лопань, вище за течією на відстані 2 км розташоване село Цупівка, нижче за течією — смт Слатине, на протилежному березі — село Шаповалівка, в селищі є залізнична станція Прудянка.
По селищу протікає безіменна річка. Поруч розташовано Прудянське водосховище.
Селище розташована за 17 км від районного центру.

## Населення

### Мова
Розподіл населення за рідною мовою за даними перепису 2001 року:
| Мова       | Кількість | Відсоток |
| ---------- | --------- | -------- |
| українська | 1810      | 90.46%   |
| російська  | 191       | 9.54%    |
| Усього     | 2001      | 100%     |

## Історичні відомості
На початку XVII століття тут жили переселенці з села Срібних Прудів Курської губернії, пізніше сюди прибували втікачі з Правобережжя. Спочатку село називалося Прудами, потім Новосергіївкою (1830 рік), з 70-х років XIX століття — Прудянкою.
На початку XX століття в Прудянці було лише дві вулиці Прудянки — 10 дворів і Линьовка — 13 дворів. В них проживало 120 чоловік населення. Майже всі будинки були вкриті соломою. Волосним центром була Дементіївка. Там знаходилось старшина, писар, поліцейський урядник, піп, а також лікар і фельдшер. У Прудянці були староста і десятський. А навколо Прудянки у своїх маєтках жили поміщики: у Слатино — Захаров, на Линьовці — Линьок, і Цупівці — Квітка та економія крупного поміщика Харитоненка.
За даними на 1864 рік на хуторі Пруди (Новосергіївка) Дементіївської волості Харківського повіту мешкало 498 осіб (245 чоловічої статі та 253 — жіночої), налічувалось 59 дворових господарств.
Станом на 1914 рік кількість мешканців зросла до 1345 осіб.
Величезні масиви землі належали поміщикам, а серед них маленькі наділи у бідноти, більші — у заможних селян. Більшість населення неписьменні та малописьменні. Не було ні клуба, ні бібліотеки, ні медпункта, ні пошти. В початкової школі навчалось 80 дітей з Слатино, з Цупівки, з Шаповалівки й Прудянки. Їх навчали 2 вчительки. Кожна вела комбінований клас І-ІІІ і II—IV по 40 з гаком учнів. Найважливішим предметом був закон божій, який викладав дементіївський піп. Одна з учительок, Пономарьова Галина Іванівна, приїхала вчителювати в Прудянки 1916 року.
Після початку радянської окупації було утворено комітет бідноти та розграбовано поміщицькі землі.
Головою сільради був тоді Задніпровський Микита Трохимович, колишній учасник повстання на панцернику Потьомкін на чолі з Матюшенком. 
Пізніше в селі були відкриті медпункти, відділення зв'язку, неповна середня школа.
У роки примусової колективізації був організований колгосп імені 1 Травня, який пізніше об'єднався з колгоспом імені Чапаєва, і існував до 1959 року.
Селище постраждало внаслідок геноциду українського народу, проведеного урядом СССР в 1932—1933 роках, кількість встановлених жертв — 95 людей.
Під час окупації, в роки Німецько-радянської війни, гітлерівці розстріляли 34 чоловіка, зруйнували 22 будинки і залізничний міст. В повоєнні роки почався бурхливий ріст селища. В той час, як з 1917 по 1941 р. було збудовано 180 будинків, в післявоєнні роки збудовано 523 будинки. Більша частина будинків з цегли або обкладені цеглою. Дахи вкриті залізом або шифером.
12 червня 2020 року, розпорядженням Кабінету Міністрів України № 725-р «Про визначення адміністративних центрів та затвердження територій територіальних громад Харківської області», увійшло до складу Дергачівської міської громади.
19 липня 2020 року, в результаті адміністративно-територіальної реформи та ліквідації Дергачівського району, селище міського типу увійшло до складу Харківського району.

## Галерея

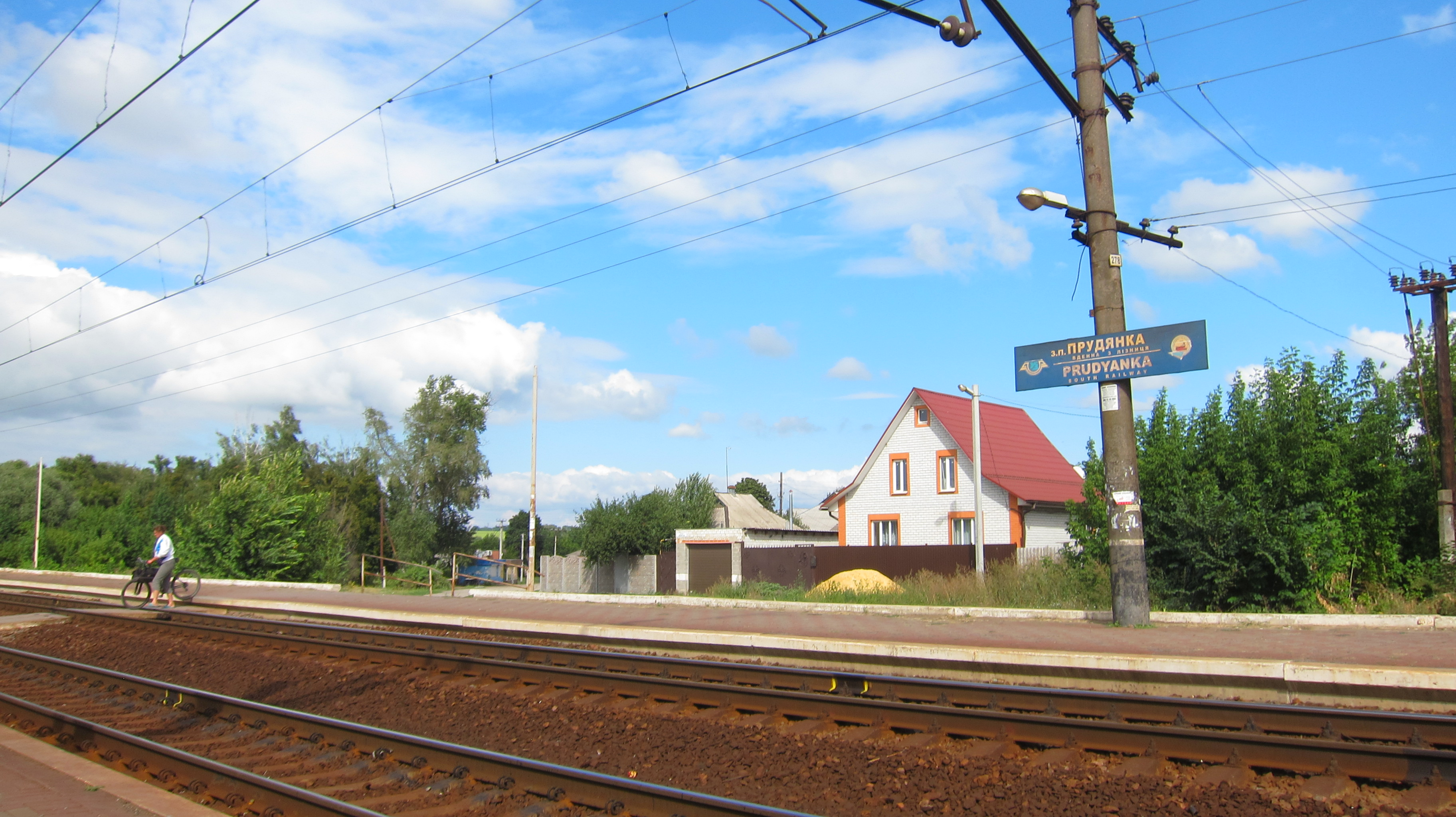
Залізнична станція "Прудянка"